# La domenica/Pizza pye
La domenica/Pizza pye è un singolo della cantante italiana Cocky Mazzetti pubblicato nel 1963 dalla casa discografica Primary.

## Descrizione
La cantante con il brano La domenica ebbe un grandissimo successo. Nel 2023 il brano è stato riproposto nello spot televisivo della Birra Peroni.
Il brano del lato b Pizza pye è la colonna sonora del film In Italia si chiama amore.

## Tracce
1. La domenica (Di Gorni Kramer e Vito Pallavicini)
2. Pizza pye (Di Armando Trovajoli, Franco Migliacci e Carlo Pes)